# Solène Durand
Solène Durand (Saint-Rémy, Saona y Loira, Francia; 20 de noviembre de 1994) es una futbolista francesa. Juega de guardameta y su equipo actual es el Sassuolo de la Serie A..

## Trayectoria
Comenzó su carrera profesional en el Montpellier HSC, club donde llegó en el 2009. Se afianzó en el primer equipo en 2011 tras la salida de la portera Céline Deville al Olympique de Lyon.
En 2017 fichó por el En Avant de Guingamp.

## Selección nacional
Ha representado a Francia en categorías juveniles.
El 2 de mayo de 2019 fue llamada para ser parte de la selección de Francia que jugará la Copa Mundial Femenina de 2019.

## Clubes
| Club                 | País    | Año           |
| -------------------- | ------- | ------------- |
| Montpellier HSC      | Francia | 2011-2017     |
| En Avant de Guingamp | Francia | 2017-2021     |
| Dijon                | Francia | 2021-2022     |
| En Avant de Guingamp | Francia | 2022-2023     |
| Sassuolo             | Italia  | 2023-presente |